# Drapetis coei
Drapetis coei är en tvåvingeart som beskrevs av Smith 1965. Drapetis coei ingår i släktet Drapetis och familjen puckeldansflugor.
Artens utbredningsområde är Nepal. Inga underarter finns listade i Catalogue of Life.